# Beania petiolata
Beania petiolata är en mossdjursart som beskrevs av Harmer 1926. Beania petiolata ingår i släktet Beania och familjen Beaniidae. Inga underarter finns listade i Catalogue of Life.